# 鹿児島県立東郷高等学校
鹿児島県立東郷高等学校（かごしまけんりつ とうごうこうとうがっこう）は、かつて鹿児島県薩摩郡東郷町大字斧淵にあった県立の高等学校。1987年（昭和62年）に生徒数の減少により閉校した。

## 概要
東郷町の西部、川内川支流樋渡川流域の平野部に位置していた高等学校であり、1948年に東郷青年学校と東郷実践女学校を統合し、新制の高等学校として発足した。発足と同時に樋脇青年学校の跡地に樋脇教場を設置している。
1950年に樋脇教場は鹿児島県樋脇高等学校として独立した。1987年（昭和62年）の閉校時には園芸科、家政科が設置されていた。閉校時の生徒数は園芸科11名、家政科17名の計28名であった。また、部活動では女子ホッケー部が1975年（昭和50年）に行われた三重国体にて優勝している。
閉校後の跡地の一部は2011年現在、鹿児島県農業開発総合センター果樹部北薩分場として利用されている。

## 歴史

### 沿革
- 1908年（明治41年） - 上東郷村立東郷女子実業補習学校として設置される[3]。
- 1927年（昭和2年） - 上東郷村立東郷女子実業補習学校から上東郷村立東郷実践女学校に改称[3]。
- 1930年（昭和5年） - 南瀬、山田、東郷、鳥丸、藤川の各補習学校を統合し、上東郷村立東郷公民学校が設置される[3]。
- 1935年（昭和10年） - 公民学校を上東郷村立東郷青年学校に改称[3]。
- 1948年（昭和23年） - 東郷実践女学校及び東郷青年学校を統合し、上東郷村立東郷高等学校を設置。また、同時に樋脇町塔之原に樋脇教場を設置[4]。
- 1949年（昭和24年） - 樋脇教場が分立独立し、鹿児島県樋脇高等学校となる[4]。
- 1952年（昭和27年） - 上東郷村が町制施行及び改称したのに伴い、東郷町立東郷高等学校となる[4]。
- 1966年（昭和41年） - 学校の運営を東郷町から鹿児島県に移管。同時に鹿児島県立東郷高等学校に改称[4]。
- 1985年（昭和60年） - 生徒募集停止[5]。
- 1987年（昭和62年） - 新入生の減少により閉校[5]。

### 学科の変遷
以下では学制改革による新制高等学校に移行した後の学科の変遷について説明する。
1948年（昭和23年）に東郷実践女学校及び東郷青年学校を統合し、東郷青年学校の流れを汲む定時制の農業科、東郷実践女学校の流れを汲む機織科（本科・別科）、被服別科が設置された。この時の定員は300名であった。その翌年には機織本科が廃止され、1954年（昭和29年）には被服別科を前期課程二年制の家庭科として設置する（二年制の家庭科は1958年（昭和33年）に四年制の家庭科が新設され後に廃止される）。
1955年（昭和30年）には機織別科を廃止。1962年（昭和37年）には定時制の農業科を廃止。その代わりとして定時制の果樹園芸科が設置される。その翌年には定時制家庭科を廃止、その代わりとして定時制家政科が設置された（1966年（昭和41年）に県立移管が行われるのと同時に定時制家庭科の募集が停止され、全日制の家庭科に置き換えられた）。
1974年（昭和49年）には定時制の果樹園芸科が全日制となり、園芸科に科名を改称。1985年（昭和60年）には1987年（昭和62年）閉校が決定したのに伴い、園芸科・家政科の募集を停止し、1987年（昭和62年）に閉校した。

## 生徒数
以下の表は『東郷町郷土誌』の記述より作成。
|        | 1969年 | 1974年 | 1979年 | 1984年 | 1987年 |
| ------ | ------ | ------ | ------ | ------ | ------ |
| 園芸科 | 39     | 21     | 27     | 24     | 11     |
| 家政科 | 98     | 79     | 36     | 22     | 17     |

## 交通アクセス
- 日本国有鉄道宮之城線・楠元駅から徒歩30分（閉校年の1月10日に宮之城線全線が廃止）